# Soldier Boyz
Soldier Boyz (Soldier Boyz en España y Los chicos soldado en Hispanoamérica) es una película de acción de 1995 dirigida por Louis Morneau y protagonizada por Michael Dudikoff y Cary-Hiroyuki Tagawa.

## Argumento
En Vietnam un grupo terrorista liderado por el sanguinario Vinh Moc quiere derrocar al gobierno de ese país. Un día ese grupo derriba un avión de Naciones Unidas y consigue capturar a Gabrielle, la hija de Jamison Prescott, un multimillonario hombre de negocios americano. Ante la indiferencia del gobierno estadounidense al respecto, Prescott contrata a un exmarine y a un grupo de seis delincuentes juveniles para que rescaten a su hija.

## Reparto
| Actor                | Personaje            |
| -------------------- | -------------------- |
| Michael Dudikoff     | Mayor Howard Toliver |
| Cary-Hiroyuki Tagawa | Vinh Moc             |
| Tyrin Turner         | Butts                |
| Jacqueline Obradors  | Vasquez              |
| David Barry Gray     | Lamb                 |
| Channon Roe          | Brophy               |
| Demetrius Navarro    | Lopez                |
| Cedrick Terrell      | Monster              |
| Hank Brandt          | Jameson Prescott     |
| Don Stroud           | Gaton                |

## Production
La película fue rodada en Filipinas.

## Recepción
La película solo se estrenó en salas en Estados Unidos y fue un fracaso de taquilla. Por ello no llegó a estrenarse en España.
En el presente la obra cinematográfica ha sido valorada en portales cinematográficos. En IMDb, con aproximadamente 1300 votos registrados por parte de los usuarios, la película obtiene una media ponderada de 4,4 sobre 10. En cuanto a Rotten Tomatoes, los más de 100 votos registrados en el portal dieron a este filme una valoración media de 2,9 de 5.